# Pleurothallis variabilis
Pleurothallis variabilis är en orkidéart som beskrevs av Carlyle August Luer. Pleurothallis variabilis ingår i släktet Pleurothallis och familjen orkidéer. Inga underarter finns listade i Catalogue of Life.